# La Liga de 1974–75
A La Liga de 1974–75 foi a 44º edição da Primeira Divisão da Espanha de futebol. Com 18 participantes, o campeão foi o Real Madrid.